# Olmeios
Dans l'Antiquité, l’Olmeios, parfois francisé en Olmée, était un cours d'eau de Béotie, en Grèce. Le géographe grec antique Strabon indique que l'Olmeios était rejoint par le fleuve Permesse au pied du mont Hélicon avant d'aller se jeter dans le lac Copaïs près d'Haliarte. Le lac marécageux de Copaïs a été asséché au XIXe siècle. L'Olmeios et le Permesse font partie des lieux où les Muses viennent régulièrement dans la mythologie grecque, selon Hésiode au début de la Théogonie.

## Identification
Le topographe britannique William Martin Leake, qui visite la région au XIXe siècle, propose en 1835 de reconnaître le Permesse antique dans l'actuel Kefalári, et l'Olmeios dans le fleuve Zagará.

### Sources antiques
- Pausanias le Périégète, Description de la Grèce, IX, 29, 2.
- Scholie à Hésiode, Théogonie, 5.
- Strabon, Géographie, IX, 2, 19 et 30.

### Ouvrages contemporains
- (en) William Smith (dir.), Dictionary of Greek and Roman Geography, Londres, 1854, article « Boeotia », vol. I, p. 413, colonne A.